# Band FM Joinville
Band FM Joinville é uma emissora de rádio brasileira com sede em Joinville, Santa Catarina. Opera em FM na frequência 88.3 MHz, originada da migração AM-FM e é afiliada à Band FM.

## História
Tudo começou em 1 de julho de 1959, era fundada a terceira emissora AM de Joinville, a Rádio Cultura, idealizada por Jota Gonçalves. A programação era baseada no formato popular e com locutores conhecidos da cidade, diferente das programações da Rádio Colon e da antiga Rádio Difusora que tinham um teor político. Durante a ditadura militar, a emissora foi vendida para a Fundação Tupy e a partir disso, começou a se modernizar ganhando um equipe profissional e focando também o mundo esportivo.
Durante o período de 2000 para frente, a emissora era afiliada da rede Jovem Pan, que seguiu até 2013, quando sua programação era toda independente.
Conhecida pelo seu slogan "A namoradinha da cidade", a emissora tinha os seguintes programas: Breakfest com Osny Martins, Esportes ao Meio Dia, o programa sertanejo da dupla Junio e Júlio, Censura Livre, entre outros.
Em 2018, a emissora confirmou sua afiliação à Jovem Pan News, marcando o retorno de uma parceria que estava nos anos anteriores, a mudança aconteceu no dia 3 de dezembro e passou a se chamar Jovem Pan News Joinville. É a primeira emissora do formato All news a operar na cidade, ou seja, é a primeira a ter programação totalmente dedicada ao Jornalismo e ao Esporte.
A emissora estava em expectativa para entrar no dial FM de Joinville através da migração AM-FM.
Recentemente a sede que abriga a Jovem Pan FM e a Jovem Pan News em Joinville teve uma grande reformulação nos estúdios, recepção, áreas de convivência, entre outros ambientes.
O motivo dessa reforma nas emissoras é a atuação nas mídias sociais.
Programas como o Jornal da Manhã (edição local) já são transmitidos para as redes sociais como Facebook e YouTube.
Além do Jornal da Manhã, alguns outros programas esportivos da Jovem Pan News Joinville também são transmitidos nas redes sociais.
Em 2020, a Acaert estava lutando para que todas as emissoras de Santa Catarina em AM, migrassem para faixa convencional, já que a Anatel havia determinado que em Joinville seria a faixa estendida, mas voltou atrás e consegui encaixar as quatro emissoras AM para o FM convencional e justamente a Jovem Pan News Joinville foi a primeira emissora autorizada à migrar pro FM 88.3 no ano seguinte.
Em agosto de 2021, foi anunciado que a emissora se afiliaria à Band FM, após sua migração do AM para o FM.
Em 2022, a emissora migrou para FM 88.3 em testes no dia 13 de fevereiro e só no dia seguinte aconteceu a estreia às 6h, durante o programa A Hora do Ronco. A programação local conta com as locutoras Juliana Pamplona e Jaqueline Dutra.